# Liste der luxemburgischen Herrscher
Die nachfolgende Liste nennt die Grafen, Herzöge und Großherzöge von Luxemburg in chronologischer Reihenfolge, gegliedert nach den jeweils regierenden Herrscherhäusern.
Luxemburg war bis 1795 Teil des Heiligen Römischen Reiches Deutscher Nation. Sein Herrscherhaus stellte im Spätmittelalter mehrere römisch-deutsche Kaiser. Im 15. Jahrhundert fiel es durch Kauf zunächst an die Herzöge von Burgund, dann durch Heirat an das Haus Habsburg. Unter den Habsburgern gehörte es zunächst zu den Spanischen, dann zu den Österreichischen Niederlanden. Von 1795 bis 1815 bildete das Land das französische Département des Forêts.
Der Wiener Kongress stellte Luxemburg 1815 als selbständiges Großherzogtum wieder her. Großherzog war in Personalunion der König der Niederlande. Durch die Belgische Revolution von 1830 und der daraus folgenden Abspaltung der südlichen Provinzen des Königreiches der Vereinigten Niederlande wurde das damalige Luxemburg zwischen Belgien und den Niederlanden aufgeteilt. Der hauptsächlich französischsprachige Westteil bildet seitdem die belgische Provinz Luxemburg. Das Großherzogtum  war bis 1866 Mitglied des Deutschen Bundes. Die Personalunion mit den Niederlanden endete im Jahr 1890.

## Grafen von Luxemburg

### Wigeriche (auch Ardenner Grafen genannt)
- Siegfried I., 963–998, Graf im Moselgau aus dem Haus der Herzöge von Lothringen, tauscht mit der Abtei St. Maximin in Trier Ländereien in Feulen gegen den Bockfelsen im Alzettetal
- Heinrich I., 998–1026, Sohn Siegfrieds, in Deutschland auch als Heinrich V. (Bayern) bekannt
- Heinrich II., 1026–1047, Sohn Friedrichs, als Heinrich VII. Herzog von Bayern
- Giselbert, 1047–1059, Graf von Salm, Bruder Heinrichs II.
- Konrad I., 1059–1086, Sohn Giselberts, nennt sich als erster „Graf von Luxemburg“
- Heinrich III., 1086–1096, Sohn Konrads I. (heiratet nicht und stirbt kinderlos), in Deutschland auch als Heinrich II. geführt.
- Wilhelm I., 1096–1129, Bruder und Nachfolger Heinrichs III. (heiratet 1105 Mathilde von Northeim)
- Konrad II., 1129–1136, Sohn Wilhelms I. (ohne Nachkommen)

Als Konrad II. als einziger Sohn von Wilhelm I. kinderlos stirbt und zudem auch Wilhelms Bruder Heinrich III. zuvor kinderlos verstorben war, geht Luxemburg auf Geheiß von Friedrich Barbarossa an Heinrich IV., genannt der Blinde, über. Seine Mutter war Ermesinde die Tochter von Konrad I. und Schwester von Heinrich III. und Wilhelm I., sowie Tante von Konrad II. Sie war in erster Ehe verheiratet mit Albert II. von Dagsburg und in zweiter Ehe mit Gottfried von Namur (1068–1139), dem Vater von Heinrich dem Blinden. Dabei wird Luitgard (1120–1170), die Schwester von Konrad II., verheiratet mit Heinrich II. Graf von Grandpré (1125–1211) ebenso übergangen wie Hugo von Dagsburg, der Sohn Ermesindes aus ihrer ersten Ehe.

### Haus Namur
- Heinrich IV. der Blinde, Graf von Namur und Luxemburg 1136–1196, Sohn von Ermesinde und Gottfried von Namur; Ehemann in erster Ehe von Laurette d’Alsace († 1175) (Eheschließung 1157, Trennung 1163), in zweiter Ehe mit Agnes von Geldern (Eheschließung 1171).
  - Ermesinde II., Erbin von la Roche und Durbuy, Tochter Heinrichs IV. und Agnes von Geldern. (heiratet in erster Ehe Graf Theobald von Bar 1196–1214 (Haus Scarponnois) und erhält durch dessen Verhandlungen mit Otto von Burgund die Grafschaft Luxemburg zurück)

### Haus Limburg-Arlon
- Walram IV. Herzog von Limburg, 1214–1226, 2. Ehemann Ermesinde II.
- Heinrich V. der Blonde, 1247–1281, Graf von Luxemburg und Laroche und Markgraf von Arlon, Sohn Walrams IV. und Ermesinde I.
- Heinrich VI., 1281–1288, Sohn Heinrichs V.
- Heinrich VII., 1288–1313, Sohn Heinrichs VI., als Heinrich VII. römisch-deutscher König 1308, Kaiser 1312
- Johann von Böhmen (der Blinde), für Luxemburg wie Böhmen Johann I., 1313–1346, Sohn Heinrichs VII., seit 1310 König von Böhmen
- Karl (für Luxemburg Karl I.), 1346–1378, Sohn Johanns, als Karl IV. römisch-deutscher König 1346/47, Kaiser 1355, verpfändete sein Stammland 1349 an Kurtrier, übertrug es 1353 seinem Bruder Wenzel und erhob es 1354 zum Herzogtum

## Herzöge von Luxemburg

### Haus Limburg-Arlon
- Wenzel I., 1353–1383, Bruder Karls, zunächst Graf, ab 1354 Herzog von Luxemburg
- Wenzel II. der Faule, 1383–1388, Sohn Karls IV., römisch-deutscher König 1378, abgesetzt 1400, † 1419, verpfändete Luxemburg 1388 an seinen Vetter Jobst
- Jobst von Mähren, 1388–1411, Neffe Karls, Markgraf von Mähren seit 1375, römisch-deutscher König 1410
- Elisabeth von Görlitz 1411–1441, † 1451, Tochter Johanns von Görlitz und Erbin Jobsts von Mähren, letzte Herzogin aus dem Haus Luxemburg, regiert zeitweise allein, zeitweise gemeinsam mit ihren Ehemännern, verkauft Luxemburg 1441 an das Haus Burgund
  - Anton von Brabant und Limburg, 1411–1415, 1. Ehemann Elisabeths
  - Johann II. (für Luxemburg) von Straubing-Holland, 1418–1425, Bischof von Lüttich 1389–1417, Regent in Straubing seit 1399, 1418 2. Ehemann Elisabeths.

### Haus Burgund
- Philipp der Gute, 1443–1467, seit 1419 Herzog von Burgund aus einer Nebenlinie des französischen Königshauses Valois (Haus Burgund) erwirbt Luxemburg 1443 durch Kauf
- Karl der Kühne (für Luxemburg Karl II.), 1467–1477, Sohn Philipps des Guten
- Maria, 1477–1482, Tochter Karls des Kühnen, heiratet Maximilian I.

### Haus Wettin
- Wilhelm III. von Sachsen, 1457–1482 Herzog von Luxemburg und Sachsen

### Haus Habsburg
- Maximilian I., 1482–1516 Ehemann und Erbe Marias von Burgund
- Karl V. (für Luxemburg Karl III.), 1516–1555 (abgedankt),  Enkel Maximilians, römisch-deutscher König 1519, Kaiser 1520/30, König von Spanien 1516

Spanische Linie des Hauses Habsburg 1556–1684 und 1697–1700
- Philipp II. 1556–1598, Sohn Karls V., König von Spanien; die Niederlande einschließlich Luxemburgs werden von Margarete von Parma als Statthalterin regiert
- Philipp III. 1598–1621, König von Spanien; 1595–1621 stehen die Niederlande unter der Regentschaft Erzherzog Albrechts VII.
- Philipp IV. 1621–1665, König von Spanien
- Karl II. (für Luxemburg Karl IV.) 1665–1684, König von Spanien 1665–1700

- Luxemburg unter französischer Herrschaft 1684–1697

- Karl II. (für Luxemburg Karl IV.) 1697–1700, König von Spanien 1665–1700

### Spanische Linie des Hauses Bourbon
- Philipp V., 1700–1712, König von Spanien 1700–1746

### Bayerische Linie des HausesWittelsbach
- Maximilian Emanuel von Bayern, Herzog von Brabant, Limburg, Luxemburg und Geldern, 1712–1714, † 1726

### Österreichische Linie des Hauses Habsburg
- Karl VI. (für Luxemburg Karl V.) 1714–1740, Römisch-Deutscher Kaiser
- Maria Theresia, Tochter Karls VI., regiert gemeinsam mit ihrem Ehemann Franz I. Stephan von Lothringen, römisch-deutscher-Kaiser 1745–1765
- Joseph II., römisch-deutscher Kaiser 1765–1790
- Leopold II., 1790–1792, römisch-deutscher Kaiser
- Franz II./I. 1792–1795, römisch-deutscher Kaiser bis 1806, Kaiser von Österreich bis 1835

- Luxemburg unter französischer  Herrschaft 1795–1814 als Département des Forêts

## Großherzöge von Luxemburg

### Haus Oranien-Nassau
| in Personalunion mit den Niederlanden bis 1890 | in Personalunion mit den Niederlanden bis 1890 | in Personalunion mit den Niederlanden bis 1890 | in Personalunion mit den Niederlanden bis 1890 |
| Name                                           | Bild                                           | im Amt                                         | Bemerkungen                                    |
| ---------------------------------------------- | ---------------------------------------------- | ---------------------------------------------- | ---------------------------------------------- |
| Wilhelm I. (Wëllem I./Guillaume I.)            |                                                | 31. Mai 1815 – 7. Okt. 1840                    | abgedankt                                      |
| Wilhelm II. (Wëllem II./Guillaume II.)         |                                                | 7. Okt. 1840 – 17. März 1849                   |                                                |
| Wilhelm III. (Wëllem III./Guillaume III.)      |                                                | 17. März 1849 – 23. Nov. 1890                  |                                                |

### Haus Nassau-Weilburg
| Name                                   | Bild | im Amt                        | Bemerkungen |
| -------------------------------------- | ---- | ----------------------------- | --- |
| Adolph (Adolphe)                       |      | 23. Nov. 1890 – 17. Nov. 1905 | verlor durch die preußische Annexion 1866 nach dem Preußisch-Österreichischen Krieg das unterlegene Herzogtum Nassau; er wurde nach dem Aussterben des niederländischen Königshauses im Mannesstamm Großherzog von Luxemburg, da dort nach dem Salischen Recht nur die männliche Erbfolge galt. |
| Wilhelm IV. (Wëllem IV./Guillaume IV.) |      | 17. Nov. 1905 – 25. Feb. 1912 | |
| Maria-Adelheid (Marie-Adelaide)        |      | 25. Feb. 1912 – 14. Jan. 1919 | entthront/abgedankt |
| Charlotte                              |      | 14. Jan. 1919 – 12. Nov. 1964 | abgedankt zugunsten ihres Sohnes (von 1940 bis 1945 im britischen Exil) |

### Luxemburg-Nassau aus dem Hause Bourbon-Parma
| Name               | Bild | im Amt                       | Bemerkungen                                                            |
| ------------------ | ---- | ---------------------------- | ---------------------------------------------------------------------- |
| Johann (Jang/Jean) |      | 12. Nov. 1964 – 7. Okt. 2000 | abgedankt zugunsten seines Sohnes                                      |
| Heinrich (Henri)   |      | seit dem 7. Oktober 2000     | seit der Verfassungsreform 2008 hat der Großherzog kein Vetorecht mehr |